# Samba (Angola)
Samba è una municipalità dell'Angola appartenente alla Provincia di Luanda. Ha 54.015 abitanti (stima del 2006).